# Daniel Sturla
Daniel Fernando Sturla Berhouet SDB (ur. 4 lipca 1959 w Montevideo) – urugwajski duchowny katolicki, arcybiskup Montevideo od 2014, kardynał.

## Życiorys
Święcenia kapłańskie otrzymał 21 listopada 1987 w zakonie salezjanów. Pracował głównie w placówkach formacyjnych dla przyszłych zakonników. W październiku 2008 został wybrany przełożonym inspektorii urugwajskiej, a rok później objął także funkcję przewodniczącego konferencji zrzeszającej urugwajskich zakonników.
10 grudnia 2011 został mianowany biskupem pomocniczym Montevideo oraz biskupem tytularnym Phelbes. Sakry biskupiej udzielił mu 4 marca 2012 arcybiskup Nicolás Cotugno. 
11 lutego 2014 papież Franciszek mianował go arcybiskupem Montevideo.
Paliusz otrzymał z rąk papieża Franciszka w dniu 29 czerwca 2014. 4 stycznia 2015 ten sam papież ogłosił go kardynałem. Insygnia nowej godności odebrał 14 lutego. Brał udział w konklawe 2025, które wybrało papieża Leona XIV.

## Prace
- 1916-1917: Separación de la Iglesia y el Estado en el Uruguay, Instituto Teológico del Uruguay Mariano Soler, Libro Anual, 1993
- ¿Santa o de Turismo? Calendario y secularización en el Uruguay, Instituto Superior Salesiano, colección Proyecto Educativo, 2010